# Mittler Tierberg
Le Mittler Tierberg est un sommet des Alpes uranaises, en Suisse, qui culmine à 3 309 m d'altitude.

## Géographie
Le Mittler Tierberg se trouve sur la frontière entre les cantons de Berne et d'Uri. Il se trouve entre l'Hinter Tierberg au sud et le Vordre Tierberg au nord (d'où le qualificatif Mittler, signifiant du milieu en suisse-allemand). Il surplombe le glacier de Stein au nord-est, le lac de Trift à l'est et le glacier de Chelen (Chelengletscher en allemand) au sud-ouest.